# 國際商業結算
國際商業結算控股有限公司，簡稱國際商業結算控股，以及國際商業結算（英語：International Business Settlement Holdings Limited，港交所：0147），是一間於香港交易所上市的公司，業務為、礦業等，曾是把鷹馳實業換取上市的。
主席為袁亮。前身為「超越集團有限公司」。
2013年8月19日超越集團斥100億元全購宏明及碩益投資，兩者旗下分別持有內地再生不銹鋼生產商山東中凱及再生銅生產商山東中普，分別以現金30億元、發行27.5億元股份，及42.5億元可換股債券支付，股份發行價及換股價轉換價均為0.55元，全數換股後，佔擴大後股本24.33%。
是次交易賣方為Chung Ming Metal Resources，由Peng Yi Investments持有78.73%權益，Peng Yi Investments則由山東中凱及山東中普主席魯濤持有九成股權，即交易完成及可換債獲全數換股後，魯濤將間接持有超越約28%權益。控股股東「長鴻公司」持股量會由67.69%，攤薄至40.57%，保持大股東地位。
2017年1月9日，該公司被香港證監會調查有關股權高度集中事而，因此需要作出回應。

## 外部連結
- 超越集團 （页面存档备份，存于）